# Буше, Рид
Рид Буше́ (англ. Reid Boucher; 8 сентября 1993, Гранд-Ледж, Мичиган, США) — американский хоккеист, крайний нападающий клуба «Автомобилист», выступающего в КХЛ. Чемпион юниорского чемпионата мира 2011 года в составе юниорской сборной США.

## Биография

### Юниорская карьера
В 2006 году участвовал в Международном турнире по хоккею с шайбой в Квебеке в составе клуба «Detroit Compuware». С 2009 по 2011 год участвовал в Программе развития национальной сборной США по хоккею и выступал за юниорскую команду сборной США по хоккею в хоккейной лиге США. С 2011 по 2013 год выступал за клуб ОХЛ «Сарния Стинг». Во 2-м сезоне Буше забил 62 гола и побил рекорд Стивена Стэмкоса в «Сарнии», который смог забить 58 голов за сезон. По окончании сезона 2012/13 Буше был включён в состав Первой команды всех звёзд ОХЛ. Всего за «Стинг» провёл 135 встреч и набрал 145 (90+55) очков.

### Профессиональная карьера

#### «Нью-Джерси Девилз»
На драфте НХЛ 2011 года был выбран в четвёртом раунде под общим 99-м номером командой «Нью-Джерси Девилз». 15 апреля 2012 года Рид провёл первую игру в АХЛ за фарм-клуб «Нью-Джерси» — «Олбани Девилз», не набрав очков при показателе полезности «-1». 13 марта 2013 года Буше подписал с «Нью-Джерси Девилз» трёхлетний контракт новичка, после чего был отправлен вновь в «Олбани». В первом матче после возвращения в фарм-клуб Буше набрал 3 (1+2) очка в игре против «Портленд Пайретс».
4 декабря 2013 года Рид Буше провёл первую игру в НХЛ, попав в состав из-за травмы Райана Картера. В первом же матче смог набрать первое очко, отдав результативную передачу. Помимо этого Буше стал первым игроком «дьяволов» в сезоне, забившим послематчевый бросок. 18 декабря забил первый гол в НХЛ вратарю Робину Ленёру в матче против «Оттавы Сенаторз», закончившимся победой «Нью-Джерси» со счётом 5:2. В сезоне 2013/14 набрал 7 (2+5) очков в 23 матчах за «Нью-Джерси».

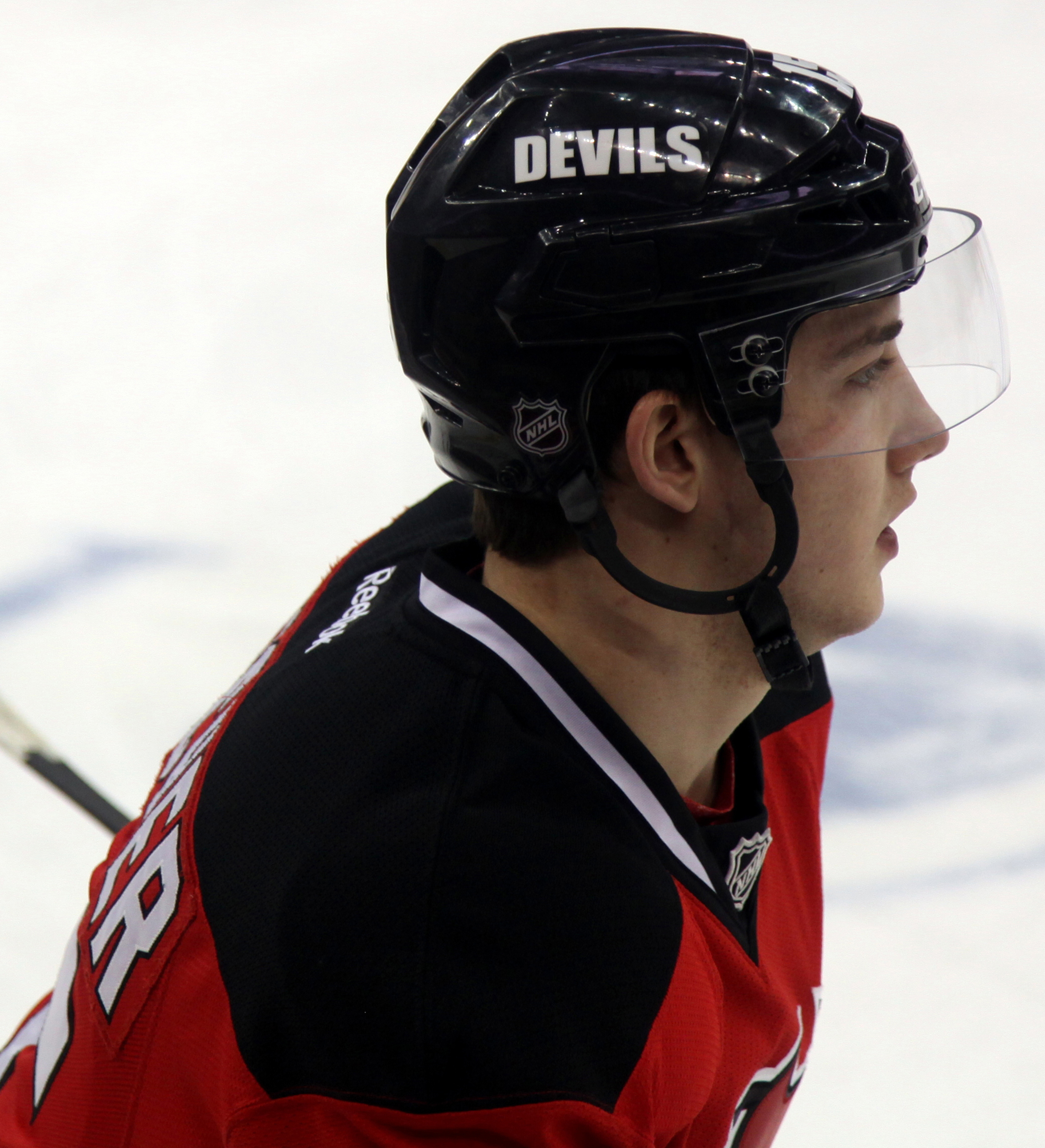
Рид Буше в составе «Нью-Джерси Девилз» в 2014 году

Сезон 2014/15 сложился для Рида куда менее удачнее, он провёл 11 матчей за основную команду, где смог набрать лишь одно, забив гол. В сезоне 2015/16 Буше смог достичь карьерного максимума по очкам в НХЛ, набрав в 39 матчах 19 (8+19) очков.
В начале сезона 2016/17 Буше провёл 9 матчей за «дьяволов», отдав 2 результативные передачи, после чего был выставлен на драфт отказов. Всего за «Нью-Джерси Девилз» Рид Буше провёл 82 встречи, в которых набрал 29 (11+18) очков.

#### «Нэшвилл Предаторз»
4 декабря 2016 года «Предаторз» забрали Рида Буше с драфта отказов, куда его предыдущим днём выставили «Девилз». Этим же днём он провёл первую игру в составе новой команды в игре против «Филадельфии Флайерз», не набрав очков. 12 декабря «Нэшвилл» отправил Буше в свой фарм-клуб — «Милуоки Эдмиралс», за который он провёл 5 матчей и набрал 5 (4+1) очков. В конце декабря «хищники» вызвали Рида в основной состав. 27 декабря он провёл вторую игру в составе «Предаторз» и смог забить гол в ворота Девана Дубника из «Миннесоты Уайлд». Всего за «Нэшвилл Предаторз» провёл 3 матча, в котором забил 1 гол.

#### «Ванкувер Кэнакс»
1 января 2017 года «Предаторз» вновь поместили Буше на драфт отказов, откуда следующим днём забрал его предыдущий клуб «Нью-Джерси Девилз». Однако «дьяволы» 3 января также выставили Буше на драфт отказов, откуда он перешёл в стан «Ванкувер Кэнакс». 17 января Буше провёл первую игру в составе «косаток» в матче против бывшего клуба — «Нэшвилла». 28 февраля Буше забросил первую шайбу в составе «Ванкувера» в матче против «Детройт Ред Уингз». 25 марта провёл первую игру в НХЛ с 2 шайбами в матче против «Миннесоты». 24 июля Буше подписал контракт с «Кэнакс» на 1 год и $ 687 тыс.

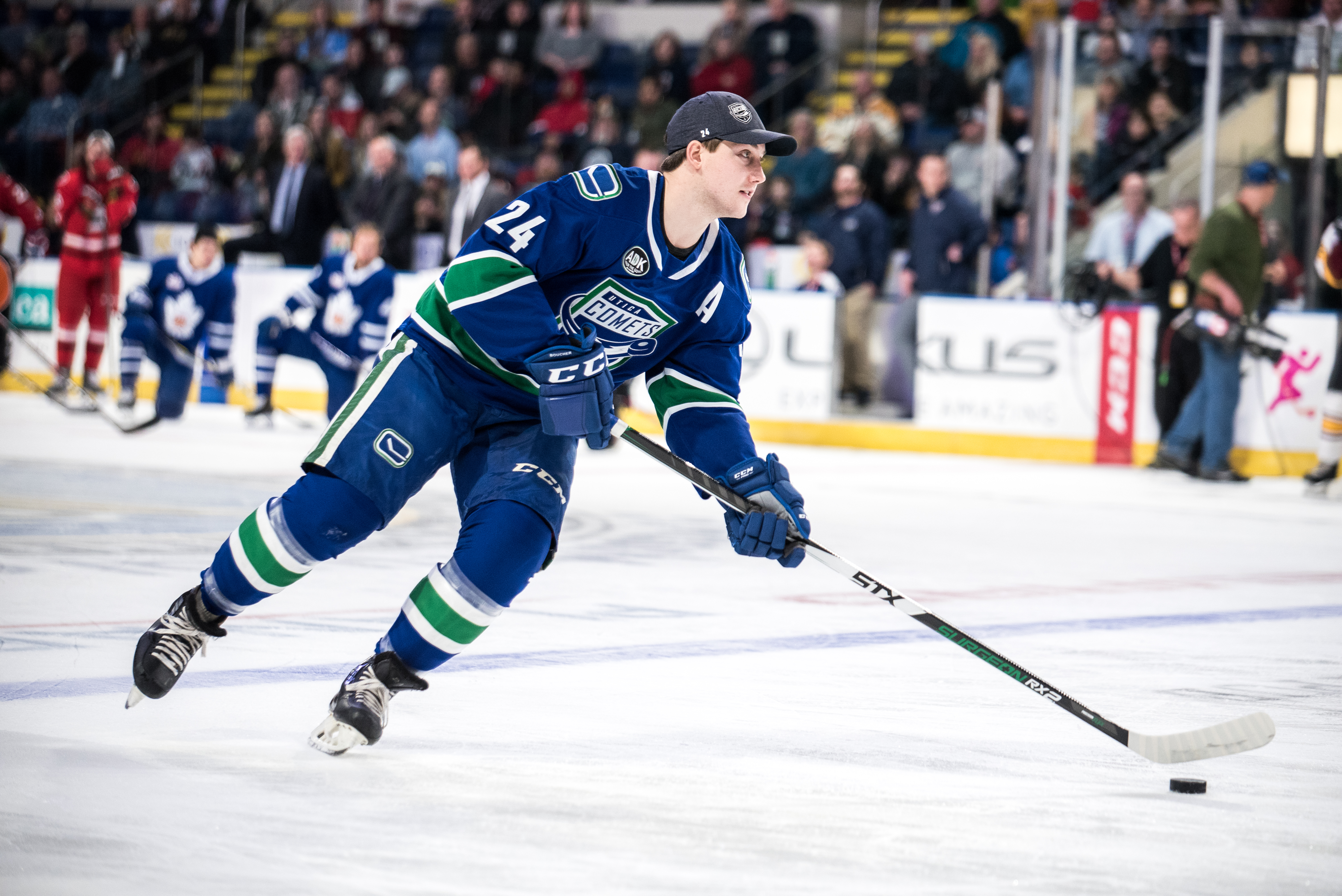
Рид Буше на Матче всех звёзд АХЛ в 2019 году

В сезоне 2017/18 провёл за основную команду 20 матчей, в которых набрал 5 (3+2) очков, проведя большую часть сезона за фарм-клуб «Ванкувера» — «Ютику Кометс». В июне 2018 года переподписал контракт с «Кэнакс» на 1 год и 725 тыс., однако за «косаток» провёл лишь 1 матч, играя преимущественно в «Ютике». Буше стал 6-м в списке снайперов АХЛ, забив 32 гола. Это позволило ему переподписать контракт с «косатками» еще на 1 год и $ 750 тыс. В сезоне 2019/20 Буше и вовсе не получил вызова в НХЛ. Однако стал вторым снайпером АХЛ с 34 голами, уступив Джеральду Мэйхью из «Айовы Уайлд» и вторым бомбардиром АХЛ с 67 очками, пропустив вперёд лишь Сэма Анаса также из «Айовы Уайлд».
С 2018 по 2020 год Буше принимал участие в Матче всех звёзд АХЛ. В 2020 году после окончания сезона был включён в первую команду Всех звёзд АХЛ.

#### «Авангард» Омск
23 июня 2020 года омский «Авангард» и Рид Буше подписали однолетний контракт на сумму около ₽ 49,4 млн. 3 сентября забросил первую шайбу в КХЛ в ворота Харри Сяттери в матче против новосибирской «Сибири». Также в сентябре Буше перенёс коронавирус и выбыл из состава на 2 недели. В сезоне 2020/21 Буше стал главным бомбардиром и снайпером своей команды в регулярном сезоне, набрав 48 (24+24) очков в 51 матче. Также Буше стал пятым в списке снайперов регулярного сезона КХЛ. В сезоне 2020/21 стал обладателем Кубка Гагарина в составе «Авангарда». Буше стал четвёртым бомбардиром в плей-офф, набрав 17 (8+9) очков в 21 матче. Был признан лучшим нападающим финала Кубка Гагарина, в 6 матчах финальной серии набрал 4 очка (3+1).

#### «Локомотив» Ярославль
16 июня 2021 года Буше заключил контракт с ХК «Локомотив». 10 сентября 2021 года забросил первую шайбу в составе новой команды в ворота ЦСКА. 18 февраля 2022 года «Локомотив» расторг контракт с Буше. В сезоне 2021/22 Буше провёл за «Локомотив» 46 матчей и набрал 27 очков (12+15). Разрыв контракта с Буше произошёл через несколько недель после того, как Буше был приговорён в США к одному году тюрьмы условно за изнасилование несовершеннолетней, которое произошло в 2011 году.

#### «Авангард» Омск
18 июня 2022 года подписал контракт с омским «Авангардом».
В сезоне 2022/23 набрал 55 очков (31+24) в 64 матчах регулярного сезона КХЛ. 25 октября 2022 года набрал 5 очков (1+4) в игре против «Барыса» (6:0). В плей-офф набрал 15 очков (9+6) в 14 матчах. В серии против магнитогорского «Металлурга» (4-0) забросил 5 шайб в 4 играх.
9 ноября 2023 года сделал хет-трик в ворота ЦСКА (6:4), забросив первые две шайбы в меньшинстве. 21 декабря 2023 года набрал 5 очков (2+3) в игре против «Сочи» (8:3). 8 января 2024 года забросил свою 100-ю шайбу в регулярных сезонах КХЛ, затратив на это 206 матчей. 6 февраля 2024 года сделал хет-трик в третьем периоде матча против СКА (9:5). 5 марта сделал хет-трик в ворота «Лады» (3:1) в матче плей-офф.

#### «Автомобилист» Екатеринбург
3 июня 2025 года подписал контракт с екатеринбургским «Автомобилистом».

### Карьера в сборной
В 2010 году принимал участие в Мировом кубке вызова и занял первое место в составе сборной США, набрав 7 (2+5) очков в 6 матчах. В 2011 году принимал участие на чемпионате мира среди юниоров и также занял первое место в составе сборной США, набрав 10 (8+2) очков. Буше также стал лучшим снайпером своей команды, а в общем зачёте уступил лишь Никите Кучерову.

### Уголовное дело
В конце января 2022 года был приговорён американским судом к четырем годам испытательного срока и одному году тюрьмы. Буше сам признал себя виновным в насилии на сексуальной почве в отношении несовершеннолетней. Инцидент произошел в 2011 году. На тот момент самому хоккеисту было 17 лет.

## Достижения

### Командные
| Год  | Команда  | Достижение                                 | Достижение |
| ---- | -------- | ------------------------------------------ | ---------- |
| 2021 | Авангард | Обладатель Кубка Гагарина / чемпион России |            |

### Личные
- Лучший снайпер (КХЛ, сезон 2023/2024, 64 игры, 44 шайбы)[31]